# 1973 na Alemanha
Esta é uma cronologia dos fatos acontecimentos de ano 1973 na Alemanha.

## Eventos
- 8 de junho: O FC Bayern München conquista o quinto título do Campeonato Alemão de Futebol após um empate com o 1. FC Köln por 1 a 1.[1]
- 22 de junho: Um resolução do Conselho de Segurança das Nações Unidas é adotada com a admissão da Alemanha Oriental e da Alemanha Ocidental.
- 5 de agosto: É realizado o Grande Prêmio da Alemanha de Fórmula 1 no circuito de Nürburgring.
- 18 de setembro: A Alemanha Ocidental e a Alemanha Oriental tornam-se os membros da ONU.[2]
- 11 de dezembro: O Tratado de Praga é assinado entre a Alemanha Ocidental e a Tchecoslováquia.[2]